# Lars-Erik Bengtsson
Willy Lars-Erik Bengtsson, född 28 maj 1942 i Solna, är en svensk simmare. Han tävlade för SK Neptun.
Bengtsson tävlade i två grenar för Sverige vid olympiska sommarspelen 1960 i Rom. Han slutade på 11:e plats på 1 500 meter frisim med tiden 18.19,7, vilket blev ett svenskt rekord. Bengtsson var även en del av Sveriges lag som slutade på sjätte plats på 4x200 meter frisim. Vid Europamästerskapen i simsport 1962 tog han guld på 4x200 meter frisim.
1961 tilldelades han Stora grabbars märke. Bengtsson tog SM-brons på 100 meter frisim (långbana) 1962. På 200 meter frisim (långbana) tog han silver 1959, 1960 och 1961. På 200 meter frisim (kortbana) tog Bengtsson guld 1961, silver 1962 och brons 1959. På 400 meter frisim (långbana) tog han guld 1959 och 1960 samt brons 1961. På 800 meter frisim (kortbana) tog Bengtsson guld 1959. På 1 500 meter frisim (långbana) tog han guld 1959, 1960 och 1962 samt silver 1958. Bengtsson tog även ett brons på 100 meter fjärilsim (kortbana) 1961.
I lagkapp tävlade Bengtsson för SK Neptun och tog två SM-guld på 4x100 meter frisim (kortbana): 1961 och 1962. Han var även med och tog fyra SM-guld på 4x200 meter frisim (långbana): 1959, 1960, 1961 och 1962.